# Castillo de Greveno
El castillo de Greveno (en griego: Κάστρο Γρεβενό) es un castillo medieval, del cual se conservan hoy en día ruinas en la aldea de Greveno, en la región montañosa de Acaya. Está construido sobre una colina, ramal del monte Erimanto; junto a la colina pasa el río Parapeiros.
Se desconoce tanto la fecha de su construcción como quién lo edificó. La primera mención se encuentra en el siglo XIV, durante el tiempo del príncipe de Acaya Pedro de San Superano. El metropolitano ortodoxo de la Vieja Patras, Máximo —quien era su partidario— capturó con una estratagema al gobernador bizantino Frangópulo y lo entregó, junto con el castillo, al veneciano Saracenópulo, enemigo del déspota de Morea, Teodoro I Paleólogo.
Hasta 1430, y la disolución del Principado de Acaya, el castillo había vuelto a estar bajo control del Despotado de Morea. En 1460 fue sitiado por los otomanos y por 
Zağanos Pachá, pero ofreció una fuerte resistencia y Zağanos levantó el sitio. En 1463 fue tomado por Miguel Rallis, y posteriormente conquistado por los otomanos bajo Isán Pashá. Desde entonces no se volvió a mencionar y se desconoce cuándo fue abandonado. En los años posteriores, en su interior se construyó un monasterio cristiano, hoy también abandonado.